# Muriël Messchaert
Muriël Messchaert (Delden, 15 juni 1989) is een voormalige Nederlandse handbalster die voor het laatst uitkwam in de Nederlandse 1. divisie voor HV Bentelo.